# Club Brugge in het seizoen 2007/08
Hieronder vindt men de statistieken, de wedstrijden, de ploegsamenstellingen en de transfers van Club Brugge in het seizoen 2007/2008.

## Behaalde eindresultaat
- In de Jupiler League eindigde Club Brugge als derde, met 67 punten; 3 punten minder dan RSC Anderlecht, dat tweede stond, en 10 minder dan de kampioen, Standard Luik. Club won 20 wedstrijden, verloor er 7 en speelde 7 keer gelijk. Het scoorde 45 doelpunten en kreeg er 30 tegen. Elke competitiewedstrijd werd bijgewoond door gemiddeld 26.368 toeschouwers.
- In de Beker van België werd Club Brugge in de 1/8ste finale uitgeschakeld door Cercle Brugge (1-0).
- In de UEFA Cup werd Club Brugge in de 1e ronde uitgeschakeld door SK Brann Bergen (2-2 over twee wedstrijden, maar Brann Bergen had meer doelpunten op verplaatsing).

## Spelers A-kern
| Rugnummer | Naam                      | Positie      | Nationaliteit | Wedstrijden                 | Wedstrijden                   | Wedstrijden                | Wedstrijden |
| Rugnummer | Naam                      | Positie      | Nationaliteit | Jupiler League (doelpunten) | Beker van België (doelpunten) | Europa League (doelpunten) |             |
| --------- | ------------------------- | ------------ | ------------- | --------------------------- | ----------------------------- | -------------------------- | ----------- |
| 1         | Stijn Stijnen             | Doelman      | België        | 31 (0)                      | 2 (0)                         | 2 (0)                      |             |
| 3         | Sven Vermant              | Middenvelder | België        | 13 (1)                      | 2 (0)                         | 0 (0)                      |             |
| 4         | Joos Valgaeren            | Verdediger   | België        | 17 (0)                      | 2 (0)                         | 0 (0)                      |             |
| 5         | Michael Klukowski         | Verdediger   | Canada        | 31 (0)                      | 2 (0)                         | 2 (0)                      |             |
| 6         | Philippe Clement 2        | Middenvelder | België        | 20 (2)                      | 0 (0)                         | 2 (1)                      |             |
| 7         | Koen Daerden              | Middenvelder | België        | 0 (0)                       | 0 (0)                         | 0 (0)                      |             |
| 8         | Gaëtan Englebert 3        | Middenvelder | België        | 21 (0)                      | 1 (0)                         | 2 (0)                      |             |
| 9         | Dušan Đokić               | Aanvaller    | Servië        | 26 (4)                      | 2 (1)                         | 0 (0)                      |             |
| 10        | Wesley Sonck              | Aanvaller    | België        | 21 (5)                      | 0 (0)                         | 2 (0)                      |             |
| 11        | Jonathan Blondel          | Middenvelder | België        | 26 (3)                      | 2 (2)                         | 2 (0)                      |             |
| 13        | Glenn Verbauwhede         | Doelman      | België        | 3 (0)                       | 0 (0)                         | 0 (0)                      |             |
| 14        | Jeroen Simaeys            | Middenvelder | België        | 29 (3)                      | 2 (0)                         | 2 (0)                      |             |
| 15        | Štěpán Kučera             | Verdediger   | Tsjechië      | 5 (0)                       | 0 (0)                         | 2 (0)                      |             |
| 16        | Elrio van Heerden         | Middenvelder | Zuid-Afrika   | 8 (0)                       | 1 (1)                         | 0 (0)                      |             |
| 18        | Ivan Leko                 | Middenvelder | Kroatië       | 32 (7)                      | 2 (0)                         | 2 (0)                      |             |
| 19        | Daniël Chavez             | Aanvaller    | Peru          | 7 (0)                       | 0 (0)                         | 0 (0)                      |             |
| 20        | Yves Lenaerts             | Doelman      | België        | 0 (0)                       | 2 (0)                         | 0 (0)                      |             |
| 21        | Jorn Vermeulen            | Verdediger   | België        | 10 (0)                      | 0 (0)                         | 0 (0)                      |             |
| 22        | Karel Geraerts            | Middenvelder | België        | 31 (4)                      | 1 (0)                         | 2 (0)                      |             |
| 23        | François Sterchele1       | Aanvaller    | België        | 31 (11)                     | 2 (0)                         | 1 (1)                      |             |
| 24        | Brian Priske              | Verdediger   | Denemarken    | 32 (0)                      | 1 (0)                         | 2 (0)                      |             |
| 25        | Salou Ibrahim             | Aanvaller    | België        | 21 (2)                      | 0 (0)                         | 2 (0)                      |             |
| 26        | Birger Maertens           | Verdediger   | België        | 12 (0)                      | 1 (0)                         | 0 (0)                      |             |
| 28        | Brecht Capon              | Aanvaller    | België        | 18 (1)                      | 1 (0)                         | 0 (0)                      |             |
| 29        | Gertjan De Mets           | Verdediger   | België        | 1 (0)                       | 0 (0)                         | 0 (0)                      |             |
| 30        | Antolin Alcaraz           | Verdediger   | Paraguay      | 10 (1)                      | 0 (0)                         | 0 (0)                      |             |
| 32        | Alexandre Jansen Da Silva | Verdediger   | België        | 1 (0)                       | 0 (0)                         | 0 (0)                      |             |
| ??        | Roy Meeus                 | Aanvaller    | België        | 1 (0)                       | 0 (0)                         | 0 (0)                      |             |

1 Sterchele overleed op 8 mei 2008 als gevolg van een auto-ongeluk.

## Uitrustingen
Shirtsponsor(s): Dexia

Sportmerk: Puma
| Thuis | Uit | Alternatief | Doelman | Doelman (Stijnen) |

## Transfers

### Zomer 2007

#### Inkomend
- Jeroen Simaeys ( Sint-Truidense VV)
- Antolin Alcaraz ( SC Beira-Mar)
- Štěpán Kučera ( Sparta Praag)
- Dušan Đokić ( Rode Ster Belgrado)
- Karel Geraerts ( Standard Luik)
- François Sterchele ( Germinal Beerschot)
- Wesley Sonck ( Borussia Mönchengladbach)

#### Uitgaand
- Benjamin Lutun ( KSV Roeselare)
- Ivan Gvozdenović ( Dinamo Boekarest)
- Manasseh Ishiaku ( MSV Duisburg)
- Timothy Dreesen (uitgeleend aan  Sint-Truidense VV)
- Jason Vandelannoite ( Bursaspor)
- Kevin Roelandts ( Zulte-Waregem)
- Boško Balaban ( Dinamo Zagreb)
- Jeanvion Yulu-Matondo ( Roda JC)
- Mustapha Elhadji Diallo ( Racing Ferrol)
- Olivier De Cock (uitgeleend aan  Fortuna Düsseldorf)
- Grégory Dufer ( Standard Luik)

### Winter 2008
(geen transfers)

## Trainersstaf
- Jacky Mathijssen (hoofdtrainer)
- Peter Balette (assistent-trainer)
- Dany Verlinden (keeperstrainer)
- Jan Van Winckel (assistent-trainer)

## Oefenwedstrijden
| Datum            | Wedstrijd                      | Competitie    | Eindstand (ruststand) | Doelpunten                                                                             | Ploegsamenstelling         | Ploegsamenstelling                                                                        | Ploegsamenstelling                                                                                    | Ploegsamenstelling                                    | Opmerkingen                                                                               |
| Datum            | Wedstrijd                      | Competitie    | Eindstand (ruststand) | Doelpunten                                                                             | Doelman                    | Verdedigers                                                                               | Middenvelders                                                                                         | Aanvallers                                            | Opmerkingen                                                                               |
| ---------------- | ------------------------------ | ------------- | --------------------- | -------------------------------------------------------------------------------------- | -------------------------- | ----------------------------------------------------------------------------------------- | --- | ----------------------------------------------------- | ----------------------------------------------------------------------------------------- |
| 30 juni 2007     | SK Eernegem – Club Brugge      | Oefenmatch    | 0-4 (0-1)             | 9' Capon 0-1, 59' Daerden 0-2, 73' Chavez 0-3, 85' Leko 0-4                            | Lenaerts                   | De Mets, Valgaeren, Kucera, Klukowski                                                     | Simaeys, Vermant (46' Daerden), Leko                                                                  | Capon, Salou (46' Đokić), Gelashvili (46' Chavez)     |                                                                                           |
| 1 juli 2007      | KVV Coxyde – Club Brugge       | Oefenmatch    | 1-3 (0-1)             | 15’ Salou 0-1, 46' Vermant 0-2, 48' Tanghe 1-2, 61' Simaeys 1-3                        | Lenaerts                   | De Mets, Valgaeren (46' Simaeys), Kucera (75' Dildick), Klukowski (46' Leko)              | Alcaraz, Vermant (75' De Loof), Daerden (80' Brogniez)                                                | Salou, Chavez (46' Đokić), Gelashvili (46' Capon)     |                                                                                           |
| 6 juli 2007      | KV Oostende – Club Brugge      | Oefenmatch    | 0-3 (0-1)             | 33' Leko 0-1, 52' Daerden 0-2, 56' Kucera 0-3                                          | Lenaerts                   | Priske, Alcaraz, Clement (46’ Kucera), Klukowski                                          | Englebert (46’ De Mets), Simaeys (46’ Vermant), Leko, Blondel (46’ Daerden)                           | Đokić, Salou (46’ Balaban)                            |                                                                                           |
| 14 juli 2007     | FCV Dender EH – Club Brugge    | Oefenmatch    | 0-3 (0-0)             | 61’ Đokić 0-1, 63’ Chavez 0-2, 71’ Geraerts 0-3                                        | Verbauwhede                | De Mets, Valgaeren (46’ Alcaraz), Kucera, Klukowski                                       | Clement, Vermant (67’ Englebert), Leko, Geraerts                                                      | Đokić (67’ Salou), Chavez (67’ Balaban)               |                                                                                           |
| 18 juli 2007     | AS Cannes – Club Brugge        | Oefenmatch    | 2-3 (1-2)             | 35' Perrin 1-0, 37' Salou 1-1, 42' Clement 1-2, 78' Njagolov 2-2, 93' Đokić 2-3        | Stijnen                    | De Mets, Kucera (46' Valgaeren), Alcaraz, Klukowski                                       | Clement (62' Priske), Vermant (62' Geraerts), Leko (46' Daerden), Englebert                           | Salou (62' Đokić) en Balaban (62' Chavez)             |                                                                                           |
| 19 juli 2007     | Rennes – Club Brugge           | Oefenmatch    | 1-0 (0-0)             | 74' Badiane 1-0                                                                        | Stijnen                    | Priske (60' Alcaraz), Kucera, Valgaeren, De Mets (46' Englebert)                          | Clement, Vermant (46' Leko), Daerden, Geraerts                                                        | Đokić (65' Salou) en Chavez (46' Balaban)             |                                                                                           |
| 22 juli 2007     | Club Brugge – Real Valladolid  | Brugse Metten | 2-2 (1-1), pen. 5-4   | 22’ Balaban 1-0, 43’ Kike 1-1, 47’ Capdevila 1-2, 54’ Vermeulen 2-2                    | Verbauwhede                | Clement, Kucera, Vermeulen (70’ Maertens), Alcaraz (64’ Alcaraz)                          | Vermant (64’ Englebert), Daerden, Leko, Geraerts                                                      | Đokić (64’ Sterchele), Balaban (70’ Salou)            |                                                                                           |
| 25 juli 2007     | Sporting Lokeren – Club Brugge | Oefenmatch    | 1-0 (1-0)             | 33' Overmeire 1-0                                                                      | Stijnen                    | Vermeulen (46' Maertens), Valgaeren (61' Kucera), Alcaraz, De Mets                        | Simaeys (61' Leko), Englebert, Blondel, Daerden (46' Geraerts)                                        | Salou (28' Capon), Sterchele (73' Đokić)              |                                                                                           |
| 8 juli 2007      | KM Torhout – Club Brugge       | Oefenmatch    | 1-0 (0-0)             | 80’ Yde 1-0                                                                            | Lenaerts                   | Alcaraz, Kucera (46’ Valgaeren), De Mets, Klukowski, Clement (46’ Simaeys)                | Vermant, Daerden (46’ Leko), Blondel (46’ Priske, 65’ Englebert)                                      | Balaban, Đokić(46’ Salou)                             |                                                                                           |
| 11 juli 2007     | KSV Diksmuide – Club Brugge    | Oefenmatch    | 1-3 (0-2)             | 26' en 42' Geraerts 0-1 en 0-2, 60' og 0-3, 83' Farazijn 1-3                           | Lenaerts                   | De Mets, Valgaeren, Alcaraz (46’ Kucera), Klukowski (80’ De Loof)                         | Clement (69’ Verduyn), Geraerts (69’ Chavez), Englebert, Leko                                         | Salou (46’ Balaban), Đokić (69’ Brogniez)             |                                                                                           |
| 29 juli 2007     | AEK Athene – Club Brugge       | Oefenmatch    | 2-0 (1-0)             | 9' Rivaldo 1-0, 56' Lyberopoulos 2-0                                                   | Verbauwhede                | Vanruyskensvelde, Alexandre Da Silva, Maertens, De Loof                                   | Englebert, Vermant (65' Meeus), Leko (73' Geraerts), Blondel (73' Balaban)                            | Chavez (46' Alandson Da Silva), Đokić (73' Sterchele) |                                                                                           |
| 31 juli 2007     | Bilzen VV – Club Brugge        | Oefenmatch    | 0-3 (-)               |                                                                                        |                            |                                                                                           | |                                                       |                                                                                           |
| 7 augustus 2007  | Torino FC – Club Brugge        | Oefenmatch    | 2-1 (0-1)             | 43' Vermeulen 0-1, 65' Comotto 1-1, 88' Bjelanovic 2-1                                 | Verbauwhede                | Vermeulen (80' Blondel), Priske (46' Alexandre Da Silva), Maertens (65' Dildick), De Loof | Geraerts (46' Englebert), Vermant, Dufer (20' Alandson Da Silva, 65' Leko), Van Ruyskensvelde         | Capon (65' Đokić), Salou (65' Sterchele)              |                                                                                           |
| 7 september 2007 | Club Brugge – België           | Oefenmatch    | 1-4 (1-2)             | 1’ Defour 0-1, 9’ Salou 1-1, 38’ Sterchele 1-2, 77’ Haroun 1-3, 83’ Martens 1-4        | Verbauwhede (56’ Lenaerts) | Jansen Da Silva, Kucera, Simaeys (46’ Waege), Klukowski                                   | Vermant (88’ Dyck), Englebert, Blondel                                                                | Sonck (88’ De Loof), Salou, Đokić (56’ Leko)          | Dit was een benefietwedstrijd. Stijnen, Sterchele en Clement speelde bij de Rode Duivels. |
| 31 oktober 2007  | KV Oostende – Club Brugge      | Oefenmatch    | 2-0 (0-0)             | 57' Dekeyzer 1-0, 77' Maiga 2-0                                                        | Verbauwhede (60' Lenaerts) | Dildick, Maertens (45' Vermeulen), Kucera, Klukowski (45' De Loof)                        | Vermant (60' Dyck), van Heerden (80' Waeghe), Englebert (80' Meeus)                                   | Capon (60' Van Ruyskensvelde), Chavez en Salou        |                                                                                           |
| 16 november 2007 | Club Brugge – OSC Lille        | Oefenmatch    | 1-3 (1-0)             | 45’ Béria (og) 1-0, 84’ Fauverge 1-1, 86’ Fauvergue 1-2, 90’ 1-3 Maertens (og) 1-3     | Lenaerts                   | Maertens, Alcaraz (46’ Valgaeren), Kucera, De Loof                                        | Van Heerden, Englebert, Van Ruyskensvelde (56’ Simaeys), Blondel (56’ Leko)                           | Chavez, Salou                                         |                                                                                           |
| 6 januari 2008   | Antalyaspor – Club Brugge      | Oefenmatch    | 4-1 (2-1)             | 3’ Ates 1-0, 15’ Geraerts 1-1, 23’ Aslan 2-1, 60’ Dziewicki 3-1, 75’ Hacifazlioglu 4-1 | Verbauwhede (46' Lenaerts) | Maertens (70' Priske), Valgaeren (70' Klukowski), Kucera, De Mets (46' Vermeulen)         | Jeffrey (55' Van Ruyskensvelde), Simaeys (46' Vermant), Geraerts (46' Englebert), Blondel (46' Meeus) | Sterchele (46' Đokić), Salou (70' Leko)               |                                                                                           |
| 9 januari 2008   | Galatasaray SK – Club Brugge   | Oefenmatch    | 0-0                   |                                                                                        | Stijnen                    | Priske, Simaeys, Clement (63' Kucera), Klukowski                                          | Vermant (70' Vermeulen), Geraerts (50' Englebert), Leko, Blondel (63' Jeffrey)                        | Đokić, Sterchele (63' Meeus)                          |                                                                                           |
| Datum            | Wedstrijd                      | Competitie    | Eindstand (ruststand) | Doelpunten                                                                             | Doelman                    | Verdedigers                                                                               | Middenvelders                                                                                         | Aanvallers                                            | Opmerkingen                                                                               |
| Datum            | Wedstrijd                      | Competitie    | Eindstand (ruststand) | Doelpunten                                                                             | Ploegsamenstelling         |                                                                                           | |                                                       | Opmerkingen                                                                               |

## Belgische Supercup
|                             |                                    |              |             |                                                                                             |
| 28 juli 2007 20:30 Supercup | RSC Anderlecht                     | 3 – 1        | Club Brugge | Constant Vanden Stockstadion, Anderlecht Toeschouwers: 15.000 Scheidsrechter: Johan Verbist |
| 28 juli 2007 20:30 Supercup | Boussoufa 4' Mpenza 38' Hassan 88' | Videoverslag | 73' Đokić   | Constant Vanden Stockstadion, Anderlecht Toeschouwers: 15.000 Scheidsrechter: Johan Verbist |

| Anderlecht | Club Brugge |

| RSC Anderlecht:    |    |                   |     |
|                    |    |                   |     |
| GK                 | 1  | Daniel Zitka      |     |
| RB                 | 27 | Marcin Wasilewski |     |
| CB                 | 26 | Nicolás Pareja    |     |
| CB                 | 23 | Roland Juhász     |     |
| LB                 | 3  | Olivier Deschacht |     |
| CM                 | 5  | Lucas Biglia      | 89' |
| CM                 | 6  | Jelle Van Damme   |     |
| AM                 | 10 | Ahmed Hassan      |     |
| RW                 | 9  | Mbo Mpenza        | 69' |
| CF                 | 7  | Mohammed Tchité   | 86' |
| LW                 | 11 | Mbark Boussoufa   | 89' |
| Wisselspelers:     |    |                   |     |
| LM                 | 14 | Bart Goor         | 69' |
| CF                 | 15 | Cyril Théréau     | 86' |
| LM                 | 38 | Roland Lamah      | 89' |
| DM                 | 31 | Mark De Man       | 89' |
| Coach:             |    |                   |     |
| Franky Vercauteren |    |                   |     |

| Club Brugge:     |    |                    |         |
|                  |    |                    |         |
| GK               | 1  | Stijn Stijnen      |         |
| RB               | 24 | Brian Priske       | 46'     |
| CB               | 15 | Štěpán Kučera      | 66'     |
| CB               | 4  | Joos Valgaeren     |         |
| LB               | 5  | Michael Klukowski  |         |
| RM               | 8  | Gaëtan Englebert   | 46'     |
| CM               | 6  | Philippe Clement   |         |
| CM               | 22 | Karel Geraerts     |         |
| LM               | 18 | Ivan Leko          | 46'     |
| RF               | 23 | François Sterchele |         |
| LF               | 10 | Boško Balaban      | 46'     |
| Wisselspelers:   |    |                    |         |
| LF               | 9  | Dušan Đokić        | 46'     |
| LM               | 7  | Koen Daerden       | 46'     |
| CM               | 11 | Jonathan Blondel   | 46'     |
| CM               | 3  | Sven Vermant       | 76'     |
| CM               | 29 | Gertjan De Mets    | 66' 76' |
| CB               | 26 | Birger Maertens    | 46'     |
| Coach:           |    |                    |         |
| Jacky Mathijssen |    |                    |         |

## Jupiler League
| Datum             | Wedstrijd                         | Competitie     | Eindstand (ruststand) | Doelpunten | Ploegsamenstelling | Ploegsamenstelling                                     | Ploegsamenstelling                                                    | Ploegsamenstelling                                       | Opmerkingen                                                                                                |
| Datum             | Wedstrijd                         | Competitie     | Eindstand (ruststand) | Doelpunten | Doelman            | Verdedigers                                            | Middenvelders                                                         | Aanvallers                                               | Opmerkingen                                                                                                |
| ----------------- | --------------------------------- | -------------- | --------------------- | --- | ------------------ | ------------------------------------------------------ | --------------------------------------------------------------------- | -------------------------------------------------------- | --- |
| 4 augustus 2007   | Club Brugge – RAEC Mons           | Jupiler League | 2-1 (1-1)             | 25' Sterchele 1-0, 44’ Zoko 1-1, 58’ Sterchele 2-1                                                                                     | Stijnen            | Clement, Klukowski, Maertens, Priske                   | Blondel, Englebert, Geraerts, Leko (70' Vermant)                      | Đokić (81' Salou), Sterchele (88’ Vermeulen)             | |
| 12 augustus 2007  | Germinal Beerschot – Club Brugge  | Jupiler League | 0-1 (0-0)             | 75’ Leko 0-1 | Stijnen            | Alcazar, Clement, Klukowski, Priske                    | Blondel, Englebert, Geraerts, Leko (86’ Vermant)                      | Đokić (46’ Vermeulen), Sterchele (73’ Salou)             | Blondel kreeg na 35’ rood na een tweede gele kaart.                                                        |
| 17 augustus 2007  | Club Brugge – Sint-Truidense VV   | Jupiler League | 3-2 (1-2)             | 7' Alcaraz 1-0, 19’ Chimedza 1-1, 32’ Coulibaly 1-2, 46’ Geraerts 2-2, 70’ Leko 3-2                                                    | Stijnen            | Alcaraz, Clement, Klukowski, Priske                    | Englebert, Geraerts, Leko, Capon (58’ Salou)                          | Đokić, Sterchele (85’ Chavez)                            | |
| 27 augustus 2007  | KV Mechelen – Club Brugge         | Jupiler League | 1-1 (0-1)             | 2' Clement 0-1, 48’ Bajevski 1-1 | Stijnen            | Alcaraz, Clement, Klukowski, Priske                    | Blondel (65’ Simaeys), Englebert, Geraerts, Leko                      | Đokić (65' Salou), Sterchele (81’ Capon)                 | |
| 2 september 2007  | Standard Luik – Club Brugge       | Jupiler League | 2-1 (0-0)             | 65' Jovanovic 1-0, 66’ Vermant 1-1, 69’ Mbokani 2-1                                                                                    | Stijnen            | Alcaraz, Clement, Klukowski, Priske                    | Englebert (76’ Blondel), Geraerts, Leko, Simaeys, Vermant             | Sterchele                                                | Clement kreeg na 71’ rood na een tweede gele kaart.                                                        |
| 15 september 2007 | Club Brugge – Sporting Lokeren    | Jupiler League | 1-1 (0-0)             | 67' Blondel 1-0, 86’ Vukomanovic 1-1                                                                                                   | Stijnen            | Jansen Da Silva, Klukowski, Kucera                     | Blondel, Englebert, Geraerts, Leko, Simaeys                           | Sonck (60' Salou), Sterchele (71’ Đokić)                 | Twee debutanten bij Club Brugge: Jansen Da Silva en Sonck.                                                 |
| 23 september 2007 | Sporting Charleroi – Club Brugge  | Jupiler League | 1-1 (0-0)             | 51' Akpala 1-0, 82’ Sterchele 1-1 | Stijnen            | Clement, Klukowski, Kucera, Priske                     | Blondel (70’ Vermant), Geraerts, Leko (56’ Salou), Simaeys            | Sonck (58' Đokić), Sterchele                             | Na 80’ krijgt Sbai rood voor hands binnen de zestien, Sterchele scoort van op de stip.                     |
| 29 september 2007 | Club Brugge – Excelsior Moeskroen | Jupiler League | 1-0 (0-0)             | 62' Sonck 1-0 | Stijnen            | Clement, Klukowski, Kucera, Priske                     | Blondel, Geraerts, Leko (78’ Englebert), Simaeys                      | Sonck (71' Salou), Sterchele (89’ Capon)                 | |
| 7 oktober 2007    | FC Brussels – Club Brugge         | Jupiler League | 1-3 (0-3)             | 11' Sonck 0-1, 33’ Simaeys 0-2, 43’ Đokić 0-3, 89’ Matumona 1-3                                                                        | Stijnen            | Clement (46’ Valgaeren), Klukowski, Priske             | Blondel, Geraerts, Leko (75’ Vermant), Simaeys                        | Đokić, Sonck (66’ Capon), Sterchele                      | |
| 20 oktober 2007   | Club Brugge – FCV Dender EH       | Jupiler League | 2-0 (0-0)             | 57' Sonck 1-0, 69’ Geraerts 2-0 | Stijnen            | Clement, Klukowski, Priske                             | Blondel, Geraerts, Leko, Simaeys                                      | Đokić (77’ Capon), Sonck, Sterchele                      | |
| 28 oktober 2007   | KRC Genk – Club Brugge            | Jupiler League | 1-2 (0-1)             | 39' Leko 0-1, 49’ Barda 1-1, 56’ Đokić 1-2                                                                                             | Stijnen            | Maertens, Priske (33’ Vermeulen), Valgaeren            | Blondel, Geraerts, Leko (73’ Vermant), Simaeys                        | Capon (69’ Van Heerden), Đokić, Sonck                    | |
| 3 november 2007   | Club Brugge – SV Zulte Waregem    | Jupiler League | 1-0 (1-0)             | 33’ Đokić 1-0 | Stijnen            | Klukowski, Priske, Valgaeren                           | Blondel, Geraerts, Simaeys, Vermant (74’ Englebert)                   | Capon (74’ Van Heerden), Đokić, Sterchele (89’ Maertens) | |
| 9 november 2007   | Cercle Brugge – Club Brugge       | Jupiler League | 1-2 (1-1)             | 41’ Blondel 0-1, 45’ De Sutter 1-1, 53’ Sterchele 1-2                                                                                  | Stijnen            | Clement, Klukowski, Priske                             | Blondel, Geraerts, Leko (82’ Englebert), Simaeys                      | Capon (52’ Van Heerden), Đokić (79’ Salou), Sterchele    | |
| 2 december 2007   | Club Brugge – AA Gent             | Jupiler League | 0-0                   | | Stijnen            | Clement, Klukowski, Priske                             | Blondel, Geraerts, Leko, Simaeys, Van Heerden (89’ Capon)             | Đokić (67’ Salou), Sterchele (67’ Vermant)               | Blondel kreeg na 31’ rood na een tweede gele kaart, Gillet kreeg na 76’ ook rood na een tweede gele kaart. |
| 9 december 2007   | KSV Roeselare – Club Brugge       | Jupiler League | 1-2 (1-0)             | 5’ Dissa 1-0, 73’ Geraerts 1-1, 87’ Clement 1-2                                                                                        | Stijnen            | Clement, Maertens, Priske                              | Geraerts, Leko, Simaeys, Van Heerden, Vermant (59’ Capon)             | Đokić, Sterchele                                         | Club Brugge slaagt er voor het eerst in om de drie punten op Schiervelde te pakken.                        |
| 16 december 2007  | Club Brugge – RSC Anderlecht      | Jupiler League | 1-0 (0-0)             | 69’ Sterchele 1-0 | Stijnen            | Clement, Klukowski, Priske                             | Blondel, Geraerts, Leko, Van Heerden, Chavez (46’ Valgaeren)          | Đokić (87’ Salou), Sterchele (89’ Vermant)               | Club Brugge werd herfskampioen.                                                                            |
| 18 januari 2008   | RAEC Mons – Club Brugge           | Jupiler League | 0-1 (0-0)             | 53’ Simaeys 0-1 | Stijnen            | Klukowski, Priske, Valgaeren                           | Blondel, Geraerts, Leko, Simaeys                                      | Capon (60’ Vermeulen), Đokić (67’ Salou), Sterchele      | De supporters van Mons eisten na de wedstrijd het ontslag van trainer José Riga.                           |
| 22 januari 2008   | KVC Westerlo – Club Brugge        | Jupiler League | 0-0                   | | Stijnen            | Klukowski, Priske, Valgaeren, Vermeulen                | Blondel (59’ Sonck), Geraerts, Leko, Simaeys                          | Đokić (59’ Salou), Sterchele                             | Dit was een inhaalmatch van speeldag 17, toen werd de wedstrijd door het vriesweer afgelast.               |
| 26 januari 2008   | Club Brugge – Germinal Beerschot  | Jupiler League | 3-0 (0-0)             | 57' Geraerts 1-0, 60' Leko 2-0, 65' Simaeys 3-0                                                                                        | Stijnen            | Klukowski, Priske, Valgaeren                           | Blondel (79' Englebert), Geraerts, Leko, Simaeys                      | Đokić (46' Vermeulen), Sonck (83' Salou), Sterchele      | Losada kreeg na 69' rood na een tweede gele kaart.                                                         |
| 3 februari 2008   | Sint-Truidense VV – Club Brugge   | Jupiler League | 1-1 (0-0)             | 67' Blondel 0-1, 79' Cantaluppi 1-1 | Stijnen            | Klukowski, Priske, Valgaeren, Vermeulen                | Blondel, Geraerts, Leko (88' Englebert), Simaeys                      | Đokić (64' Maertens), Sterchele (76' Salou)              | Valgaeren kreeg na 60' rood na een tackle op Pospisil.                                                     |
| 9 februari 2008   | Club Brugge – KV Mechelen         | Jupiler League | 2-0 (1-0)             | 20' en 71' Sterchele 1-0 en 2-0 | Stijnen            | Priske, Valgaeren, Simaeys, Maertens                   | Blondel, Geraerts, Leko, Van Heerden (85' Salou)                      | Sterchele (88' Kucera), Sonck (67' Vermeulen)            | Mbemba kreeg na 72' rood na een tweede gele kaart.                                                         |
| 17 februari 2008  | Club Brugge – Standard Luik       | Jupiler League | 1-2 (0-0)             | 48' en 65' Jovanovic 0-1 en 0-2, 86' Sonck 1-2                                                                                         | Stijnen            | Klukowski, Priske, Valgaeren                           | Blondel, Geraerts, Leko (78' Đokić), Simaeys, Van Heerden             | Sonck, Sterchele                                         | |
| 24 februari 2008  | Sporting Lokeren – Club Brugge    | Jupiler League | 0-1 (0-0)             | 60' Sterchele (pen.) 0-1 | Verbauwhede        | Klukowski, Priske, Valgaeren, Vermeulen (75' Maertens) | Blondel (22' Englebert), Geraerts, Simaeys, Vermant                   | Đokić (58' Sonck), Sterchele                             | Carević (Lokeren) miste na 89' een penalty.                                                                |
| 29 februari 2008  | Club Brugge – Sporting Charleroi  | Jupiler League | 0-2 (0-0)             | 48' Smolders 0-1, 90' Théréau 0-2 | Verbauwhede        | Klukowski, Priske, Valgaeren                           | Englebert (55' Clement), Geraerts, Leko, Simaeys, Vermant (55' Đokić) | Sonck, Sterchele                                         | |
| 8 maart 2008      | Excelsior Moeskroen – Club Brugge | Jupiler League | 2-0 (1-0)             | 30' Ouali 1-0, 52' Chantry 2-0 | Stijnen            | Clement, Klukowski, Priske (85' Chavez)                | Blondel (46' Maertens), Geraerts, Leko, Simaeys                       | Đokić, Sonck, Sterchele                                  | |
| 15 maart 2008     | Club Brugge – FC Brussels         | Jupiler League | 1-0 (0-0)             | 62' Đokić 1-0 | Stijnen            | Klukowski, Valgaeren, Maertens, Priske                 | Chavez (81' Sonck), Clement (44' Engelbert), Simaeys, Leko            | Đokić (81' Capon), Sterchele                             | |
| 22 maart 2008     | FCV Dender EH – Club Brugge       | Jupiler League | 1-0 (0-0)             | 75' Sanchez 1-0 | Stijnen            | Klukowski, Maertens (85' Salou), Priske                | Englebert (79' Capon), Geraerts, Leko, Simaeys, Chavez                | Đokić (58' Sonck), Sterchele                             | |
| 30 maart 2008     | Club Brugge – KRC Genk            | Jupiler League | 2-6 (1-4)             | 5' Itzhaki 0-1, 6' Haroun 0-2, 23' Sterchele 1-2, 25' Barda 1-3, 29' Vrancken 1-4, 49' Sterchele 2-4, 68' De Decker 2-5, 88' Barda 2-6 | Stijnen            | Klukowski, Maertens (46' Alcaraz), Priske, Valgaeren   | Blondel, Geraerts, Leko, Simaeys                                      | Sonck, Sterchele                                         | Blondel kreeg na 83' rood na een tweede gele kaart.                                                        |
| 5 april 2008      | SV Zulte Waregem – Club Brugge    | Jupiler League | 2-3 (0-2)             | 24' Leko 0-1, 44' Salou 0-2, 59' Roelandts 1-2, 78' Leye 2-2, 87' Geraerts 2-3                                                         | Verbauwhede        | Alcaraz, Klukowski, Priske, Valgaeren                  | Geraerts, Leko, Simaeys (85' Maertens)                                | Chavez (89' Meeus), Salou, Capon (63' Đokić)             | |
| 12 april 2008     | Club Brugge – Cercle Brugge       | Jupiler League | 1-0 (0-0)             | 63' Sterchele 1-0 | Stijnen            | Priske, Valgaeren, Alcaraz, Klukowski                  | Geraerts, Simaeys, Leko, Blondel (80' Englebert)                      | Salou (85' Sonck), Sterchele (88' Capon)                 | |
| 19 april 2008     | AA Gent – Club Brugge             | Jupiler League | 0-0                   | | Stijnen            | Priske, Valgaeren, Alcaraz, Klukowksi                  | Geraerts, Englebert, Clement, Leko                                    | Sterchele (88' Capon), Salou (65' Sonck)                 | |
| 26 april 2008     | Club Brugge – KSV Roeselare       | Jupiler League | 1-0 (1-0)             | 31' Salou 1-0 | Stijnen            | Priske, Simaeys, Alcaraz, Klukowski                    | Blondel (70' Englebert), Geraerts, Leko, Clement                      | Sterchele (70' Sonck), Salou (88' Capon)                 | |
| 3 mei 2008        | RSC Anderlecht – Club Brugge      | Jupiler League | 2-0 (2-0)             | 15' Vlček 1-0, 30' Van Damme 2-0 | Stijnen            | Priske, Simaeys, Clement, Klukowski                    | Englebert, Geraerts, Leko, Blondel (46' Kucera)                       | Salou (46' Sonck), Sterchele                             | Geraerts kreeg na 26' rood na een tackle op Boussoufa.                                                     |
| 10 mei 2008       | Club Brugge – KVC Westerlo        | Jupiler League | 4-0 (2-0)             | 19' Leko 1-0, 40' Sonck 2-0, 55' Capon 3-0, 89' Sonck 4-0                                                                              | Stijnen            | De Mets, Simaeys, Alcaraz, Klukowski                   | Vermeulen (74' Vermant), Clement (62' Chavez), Leko, Englebert        | Sonck, Capon (62' Đokić)                                 | De wedstrijd stond grotendeels in het teken van het overlijden van François Sterchele.                     |
| Datum             | Wedstrijd                         | Competitie     | Eindstand (ruststand) | Doelpunten | Doelman            | Verdedigers                                            | Middenvelders                                                         | Aanvallers                                               | Opmerkingen                                                                                                |
| Datum             | Wedstrijd                         | Competitie     | Eindstand (ruststand) | Doelpunten | Ploegsamenstelling |                                                        |                                                                       |                                                          | Opmerkingen                                                                                                |

| BER (thuis) | GBA (uit) | STVV (thuis) | MEC (uit) | STA (uit) | LOK (thuis) | CHA (uit) | MOE (thuis) | BRUS (uit) | DEN (thuis) |

| GNK (uit) | ZWA (thuis) | CER (uit) | GNT (thuis) | ROE (uit) | RSCA (thuis) | BER (uit) | WES (uit) | GBA (thuis) | STVV (uit) |

| MEC (thuis) | STA (thuis) | LOK (uit) | CHA (thuis) | MOE (uit) | BRUS (thuis) | DEN (uit) | GNK (thuis) | ZWA (uit) | CER (thuis) |

| GNT (uit) | ROE (thuis) | RSCA (uit) | WES (thuis) |

### Eindstand
|        |    |                                  | P  | W  | G  | V  | +  | -  | DS  | Ptn |
| ------ | -- | -------------------------------- | -- | -- | -- | -- | -- | -- | --- | --- |
| K      | 1  | R. Standard de Liège             | 34 | 22 | 11 | 1  | 61 | 19 | 42  | 77  |
| (CL)   | 2  | RSC Anderlecht                   | 34 | 21 | 7  | 6  | 59 | 31 | 28  | 70  |
| (UEFA) | 3  | Club Brugge KV                   | 34 | 20 | 7  | 7  | 45 | 30 | 15  | 67  |
|        | 4  | Cercle Brugge KSV                | 34 | 17 | 9  | 8  | 62 | 33 | 29  | 60  |
|        | 5  | Germinal Beerschot               | 34 | 16 | 7  | 11 | 46 | 34 | 12  | 55  |
| (UEFA) | 6  | KAA Gent                         | 34 | 14 | 10 | 10 | 57 | 46 | 11  | 52  |
|        | 7  | SV Zulte Waregem                 | 34 | 13 | 8  | 13 | 47 | 54 | −7  | 47  |
|        | 8  | R. Sporting du Pays de Charleroi | 34 | 13 | 7  | 14 | 41 | 45 | −4  | 46  |
|        | 9  | KVC Westerlo                     | 34 | 12 | 9  | 13 | 43 | 37 | 6   | 45  |
|        | 10 | KRC Genk                         | 34 | 12 | 9  | 13 | 54 | 55 | −1  | 45  |
|        | 11 | R. Excelsior Mouscron            | 34 | 12 | 6  | 16 | 38 | 43 | −5  | 42  |
|        | 12 | KSC Lokeren Oost-Vlaanderen      | 34 | 9  | 15 | 10 | 32 | 33 | −1  | 42  |
|        | 13 | KV Mechelen                      | 34 | 10 | 10 | 14 | 45 | 52 | −7  | 40  |
|        | 14 | KSV Roeselare                    | 34 | 9  | 11 | 14 | 36 | 55 | −19 | 38  |
|        | 15 | FCV Dender EH                    | 34 | 9  | 6  | 19 | 33 | 59 | −26 | 33  |
|        | 16 | RAEC Mons                        | 34 | 7  | 12 | 15 | 37 | 45 | −8  | 33  |
| D      | 17 | K. Sint-Truidense VV             | 34 | 6  | 9  | 19 | 32 | 58 | −26 | 27  |
| D      | 18 | FC Brussels                      | 34 | 4  | 7  | 23 | 27 | 66 | −39 | 19  |

P: wedstrijden gespeeld, W: wedstrijden gewonnen, G: gelijke spelen, V: wedstrijden verloren, +: gescoorde doelpunten, -: doelpunten tegen, DS: doelsaldo, Ptn: totaal punten
K: kampioen, D: degradeert, (beker): bekerwinnaar, (CL): geplaatst voor Champions League, (UEFA): geplaatst voor UEFA-beker

## UEFA Cup

### Eerste ronde (heen)
|                                         |          |                |               |                                                                         |
| 20 september 2007 Eerste ronde UEFA Cup | SK Brann | 0 – 1          | Club Brugge   | Brannstadion, Bergen Toeschouwers: 10.471 Scheidsrechter: Jaroslav Jára |
| 20 september 2007 Eerste ronde UEFA Cup |          | Wedstrijdfiche | 85' Sterchele | Brannstadion, Bergen Toeschouwers: 10.471 Scheidsrechter: Jaroslav Jára |

| SK Brann | Club Brugge |

| SK Brann (4–4–2 vlak): |    |                      |     |
|                        |    |                      |     |
| GK                     | 12 | Håkon Opdal          |     |
| RB                     | 4  | Cato Guntveit        | 68' |
| CB                     | 18 | Ólafur Örn Bjarnason |     |
| CB                     | 26 | Knut Walde           |     |
| LB                     | 15 | Erlend Hanstveit     |     |
| RM                     | 9  | Jan Gunnar Solli     |     |
| CM                     | 7  | Hassan El-Fakiri     |     |
| CM                     | 8  | Martin Andresen      | 56' |
| LM                     | 11 | Petter Vaagan Moen   |     |
| RF                     | 22 | Thorstein Helstad    | 56' |
| LF                     | 28 | Ármann Björnsson     |     |
| Wisselspelers:         |    |                      |     |
|                        |    |                      |     |
| MF                     | 17 | Eirik Bakke          | 56' |
| DF                     | 6  | Azar Karadaş         | 56' |
| MF                     | 13 | Erik Huseklepp       | 68' |
| Coach:                 |    |                      |     |
| Mons Ivar Mjelde       |    |                      |     |

| Club Brugge (4–4–2 ruit): |    |                    |     |
|                           |    |                    |     |
| GK                        | 1  | Stijn Stijnen      |     |
| RB                        | 24 | Brian Priske       |     |
| CB                        | 15 | Štěpán Kučera      |     |
| CB                        | 6  | Philippe Clement   |     |
| LB                        | 5  | Michael Klukowski  |     |
| DM                        | 14 | Jeroen Simaeys     |     |
| CM                        | 8  | Gaëtan Englebert   |     |
| CM                        | 11 | Jonathan Blondel   |     |
| AM                        | 22 | Karel Geraerts     |     |
| RF                        | 25 | Salou Ibrahim      | 82' |
| LF                        | 10 | Wesley Sonck       | 78' |
| Wisselspelers:            |    |                    |     |
|                           |    |                    |     |
| MF                        | 18 | Ivan Leko          | 82' |
| FW                        | 23 | François Sterchele | 78' |
| Coach:                    |    |                    |     |
| Jacky Mathijssen          |    |                    |     |

### Eerste ronde (terug)
|                                      |             |                |                         |                                                                               |
| 4 oktober 2007 Eerste ronde UEFA Cup | Club Brugge | 1 – 2          | SK Brann                | Jan Breydelstadion, Brugge Toeschouwers: 14.570 Scheidsrechter: Selçuk Dereli |
| 4 oktober 2007 Eerste ronde UEFA Cup | 76' Clement | Wedstrijdfiche | 14' Helstad 39' Winters | Jan Breydelstadion, Brugge Toeschouwers: 14.570 Scheidsrechter: Selçuk Dereli |

| Club Brugge | SK Brann |

| Club Brugge (4–4–2 ruit): |    |                    |     |
|                           |    |                    |     |
| GK                        | 1  | Stijn Stijnen      |     |
| RB                        | 24 | Brian Priske       |     |
| CB                        | 15 | Štěpán Kučera      | 46' |
| CB                        | 6  | Philippe Clement   |     |
| LB                        | 5  | Michael Klukowski  |     |
| DM                        | 14 | Jeroen Simaeys     | 82' |
| CM                        | 8  | Gaëtan Englebert   | 46' |
| CM                        | 11 | Jonathan Blondel   |     |
| AM                        | 22 | Karel Geraerts     |     |
| RF                        | 10 | Wesley Sonck       |     |
| LF                        | 25 | Salou Ibrahim      |     |
| Wisselspelers:            |    |                    |     |
|                           |    |                    |     |
| MF                        | 18 | Ivan Leko          | 46' |
| FW                        | 23 | François Sterchele | 46' |
| Coach:                    |    |                    |     |
| Jacky Mathijssen          |    |                    |     |

| SK Brann (4–4–2 vlak): |    |                         |     |
|                        |    |                         |     |
| GK                     | 12 | Håkon Opdal             |     |
| RB                     | 3  | Bjørn Dahl              |     |
| CB                     | 21 | Kristján Örn Sigurðsson | 46' |
| CB                     | 18 | Ólafur Örn Bjarnason    |     |
| LB                     | 5  | Ramiro Corrales         |     |
| RM                     | 9  | Jan Gunnar Solli        |     |
| CM                     | 8  | Martin Andresen         |     |
| CM                     | 17 | Eirik Bakke             |     |
| LM                     | 13 | Erik Huseklepp          | 82' |
| RF                     | 22 | Thorstein Helstad       |     |
| LF                     | 77 | Robbie Winters          | 55' |
| Wisselspelers:         |    |                         |     |
|                        |    |                         |     |
| DF                     | 6  | Azar Karadaş            | 46' |
| MF                     | 7  | Hassan El-Fakiri        | 55' |
| DF                     | 4  | Cato Guntveit           | 82' |
| Coach:                 |    |                         |     |
| Mons Ivar Mjelde       |    |                         |     |

## Beker van België
| Datum            | Wedstrijd                       | Competitie                    | Eindstand (ruststand) | Doelpunten                                                                                                   | Ploegsamenstelling     | Ploegsamenstelling                                   | Ploegsamenstelling                                  | Ploegsamenstelling | Opmerkingen |
| Datum            | Wedstrijd                       | Competitie                    | Eindstand (ruststand) | Doelpunten                                                                                                   | Doelman                | Verdedigers                                          | Middenvelders                                       | Aanvallers         | Opmerkingen |
| ---------------- | ------------------------------- | ----------------------------- | --------------------- | --- | ---------------------- | ---------------------------------------------------- | --------------------------------------------------- | ------------------ | --- |
| 24 november 2007 | Club Brugge – R. Francs Borains | Beker van België 1/16e finale | 4-2 (1-2)             | 16’ Issankoy-Massiva 0-1, 22’ Blondel 1-1, 44’ Duez 1-2, 59’ Van Heerden 2-2, 77’ Đokić 3-2, 90’ Blondel 4-2 | Stijnen (45’ Lenaerts) | Maertens, Valgaeren, Simaeys, Klukowski              | Blondel, Englebert, Leko (78’ Vermant), Van Heerden | Đokić, Sterchele   | |
| 14 januari 2008  | Cercle Brugge – Club Brugge     | Beker van België 1/8e finale  | 1-0 (0-0)             | 49’ De Sutter 1-0                                                                                            | Stijnen                | Klukowski, Priske, Simaeys, Valgaeren (83’ Lenaerts) | Blondel, Geraerts, Leko, Vermant (61’ Capon)        | Đokić, Sterchele   | De wedstrijd eindigt met 9 tegen 10. Serhij Serebrennikov kreeg na 42’ rood na een tweede gele kaart, De Smet deed dit ook na 81’. Na 82’ kreeg Stijnen rood. |
| Datum            | Wedstrijd                       | Competitie                    | Eindstand (ruststand) | Doelpunten                                                                                                   | Doelman                | Verdedigers                                          | Middenvelders                                       | Aanvallers         | Opmerkingen |
| Datum            | Wedstrijd                       | Competitie                    | Eindstand (ruststand) | Doelpunten                                                                                                   | Ploegsamenstelling     |                                                      |                                                     |                    | Opmerkingen |

### Laatste 16
|  | 1/8e finale | 1/8e finale          | 1/8e finale        |     |                    | kwartfinale | kwartfinale       | kwartfinale |  |  | halve finale | halve finale | halve finale   |   |  | finale | finale | finale |
|  |             |                      |                    |     |                    |             |                   |             |  |  |              |              |                |   |  |        |        |        |
|  |             | RSC Anderlecht       | 2                  |     |                    |             |                   |             |  |  |              |              |                |   |  |        |        |        |
|  |             | KV Red Star Waasland | 0                  |     |                    |             |                   |             |  |  |              |              |                |   |  |        |        |        |
|  |             | KV Red Star Waasland | 0                  |     | RSC Anderlecht     | 3 1         |                   |             |  |  |              |              |                |   |  |        |        |        |
|  |             |                      |                    |     | RSC Anderlecht     | 3 1         |                   |             |  |  |              |              |                |   |  |        |        |        |
|  |             |                      | FCV Dender EH      | 0 1 |                    |             |                   |             |  |  |              |              |                |   |  |        |        |        |
|  |             | FCV Dender EH        | FCV Dender EH      | 0 1 | 2                  |             |                   |             |  |  |              |              |                |   |  |        |        |        |
|  |             |                      |                    |     | 2                  |             |                   |             |  |  |              |              |                |   |  |        |        |        |
|  |             | Eendracht Aalst      | 1                  |     |                    |             |                   |             |  |  |              |              |                |   |  |        |        |        |
|  |             |                      |                    |     |                    |             | RSC Anderlecht    | 1           |  |  |              |              |                |   |  |        |        |        |
|  |             |                      |                    |     |                    |             |                   |             |  |  |              |              |                |   |  |        |        |        |
|  |             |                      | Germinal Beerschot | 0 1 |                    |             |                   |             |  |  |              |              |                |   |  |        |        |        |
|  |             | Germinal Beerschot   | Germinal Beerschot | 0 1 | 2 (3)              |             |                   |             |  |  |              |              |                |   |  |        |        |        |
|  |             |                      |                    |     | 2 (3)              |             |                   |             |  |  |              |              |                |   |  |        |        |        |
|  |             | Oud-Heverlee Leuven  | 2 (1)              |     |                    |             |                   |             |  |  |              |              |                |   |  |        |        |        |
|  |             | Oud-Heverlee Leuven  | 2 (1)              |     | Germinal Beerschot | 5 1         |                   |             |  |  |              |              |                |   |  |        |        |        |
|  |             |                      |                    |     | Germinal Beerschot | 5 1         |                   |             |  |  |              |              |                |   |  |        |        |        |
|  |             |                      | KSV Roeselare      | 1   |                    |             |                   |             |  |  |              |              |                |   |  |        |        |        |
|  |             | KSV Roeselare        | KSV Roeselare      | 1   | 1 (5)              |             |                   |             |  |  |              |              |                |   |  |        |        |        |
|  |             |                      |                    |     | 1 (5)              |             |                   |             |  |  |              |              |                |   |  |        |        |        |
|  |             | Sporting Charleroi   | 1 (4)              |     |                    |             |                   |             |  |  |              |              |                |   |  |        |        |        |
|  |             |                      |                    |     |                    |             |                   |             |  |  |              |              | RSC Anderlecht | 3 |  |        |        |        |
|  |             |                      |                    |     |                    |             |                   |             |  |  |              |              |                | 3 |  |        |        |        |
|  |             |                      | KAA Gent           | 2   |                    |             |                   |             |  |  |              |              |                |   |  |        |        |        |
|  |             | Cercle Brugge        | KAA Gent           | 2   | 1                  |             |                   |             |  |  |              |              |                |   |  |        |        |        |
|  |             | Cercle Brugge        |                    |     | 1                  |             |                   |             |  |  |              |              |                |   |  |        |        |        |
|  |             | Club Brugge          | 0                  |     |                    |             |                   |             |  |  |              |              |                |   |  |        |        |        |
|  |             | Club Brugge          | 0                  |     | Cercle Brugge      | 4 0         |                   |             |  |  |              |              |                |   |  |        |        |        |
|  |             |                      |                    |     | Cercle Brugge      | 4 0         |                   |             |  |  |              |              |                |   |  |        |        |        |
|  |             |                      | Standard de Liège  | 1 4 |                    |             |                   |             |  |  |              |              |                |   |  |        |        |        |
|  |             | Standard de Liège    | Standard de Liège  | 1 4 | 2                  |             |                   |             |  |  |              |              |                |   |  |        |        |        |
|  |             |                      |                    |     | 2                  |             |                   |             |  |  |              |              |                |   |  |        |        |        |
|  |             | KRC Genk             | 0                  |     |                    |             |                   |             |  |  |              |              |                |   |  |        |        |        |
|  |             |                      |                    |     |                    |             | Standard de Liège | 2 0         |  |  |              |              |                |   |  |        |        |        |
|  |             |                      |                    |     |                    |             |                   |             |  |  |              |              |                |   |  |        |        |        |
|  |             |                      | KAA Gent           | 2 4 |                    |             |                   |             |  |  |              |              |                |   |  |        |        |        |
|  |             | KV Kortrijk          | KAA Gent           | 2 4 | 1 (1)              |             |                   |             |  |  |              |              |                |   |  |        |        |        |
|  |             | KV Kortrijk          |                    |     | 1 (1)              |             |                   |             |  |  |              |              |                |   |  |        |        |        |
|  |             | SV Zulte Waregem     | 1 (0)              |     |                    |             |                   |             |  |  |              |              |                |   |  |        |        |        |
|  |             | SV Zulte Waregem     | 1 (0)              |     | KV Kortrijk        | 5 0         |                   |             |  |  |              |              |                |   |  |        |        |        |
|  |             |                      |                    |     | KV Kortrijk        | 5 0         |                   |             |  |  |              |              |                |   |  |        |        |        |
|  |             |                      | KAA Gent           | 1 4 |                    |             |                   |             |  |  |              |              |                |   |  |        |        |        |
|  |             | RAEC Mons            | KAA Gent           | 1 4 | 0 (0)              |             |                   |             |  |  |              |              |                |   |  |        |        |        |
|  |             | RAEC Mons            |                    |     | 0 (0)              |             |                   |             |  |  |              |              |                |   |  |        |        |        |
|  |             | KAA Gent             | 0 (1)              |     |                    |             |                   |             |  |  |              |              |                |   |  |        |        |        |